# The Matchmakers
The Matchmakers (en hangul, 혼례대첩; romanización revisada, Hollyedaecheop; literalmente, «Batalla de boda») es una serie de televisión web surcoreana dirigida por Hwang Seung-gi y Kim Soo-jin, y protagonizada por Rowoon y Cho Yi-hyun. Se emitió desde el 30 de octubre hasta el 25 de diciembre de 2023 en el canal KBS2, con horario de lunes y martes a las 21:45 (hora local coreana).

## Sinopsis
Durante la época Joseon, un hombre y una mujer viudos unen sus fuerzas para casar a cuatro jóvenes doncellas.

## Reparto

### Principal
- Rowoon como Shim Jung-woo, un erudito confuciano que se convirtió en la persona más joven en aprobar el examen de servicio civil estatal.[2][3]
- Cho Yi-hyun como Jung Soon-deok, viuda y segunda nuera del Jwauijeong o segundo consejero de Estado, que lleva una doble vida, pues como Yeo Ju-daek es la mejor casamentera y vendedora de bangmul en Hanyang.[2][4][5]

### Secundario

#### Entorno de Shim Jung-woo
- Kim Hyun-mok como Kim Oh-bong, el mayordomo de Jung-woo.[6]
- Kim Geon-ho como el director Yoo Eui-won, médico de Jung-woo.[6]
- Kim Yeon-woo como Shim Myung-woo, el hermano mayor de Jung-woo.
- Lee Sang-gu como Shim Jin-ho, el padre de Jung-woo.

#### Entorno de Jung Soon-deok
- Heo Nam-jun como Jeong Soon-gu, un funcionario del gobierno, soltero por elección.[7][8]
- Bang Eun-jung como Gae Dong-i, la criada de Soon-deok.[9]

#### Familia del Jwauijeong
- Park Ji-young como Park So-hyeon, perteneciente al clan Park y suegra de Jung Soon-deok.[2][10][11]
- Lee Hae-young como Jo Yeong-bae, el suegro de Jung Soon-deok, que es el consejero del lado izquierdo.[2][10]
- Lee Soon-won como Park Bok-ki, el hermano menor de Park So-hyeon, que es ministro de Asuntos Militares.[12]
- Oh Ye-ju como Jo Ye-jin, la famosa hija de la familia Jo y cuñada de Jung Soon-deok.[2][13]
- Kim Si-woo como Jo Geun-seok, hijo del cuñado fallecido de Soon-deok y nieto mayor de la familia Jo, aunque figura registrado como hijo de Soon-deok.
- Park Seong-jin como Jo In-hyeon, el hijo mayor fallecido del Jwauijeong.
- Yoon Yeo-won como Jo In-guk, el difunto marido de Soon-deok.
- Kim Ga-young como Eu-mi, la madre de Sam-wol, doncella de la familia Jwauijeong y la mano derecha de Park So-hyeon.[6]

#### Gente de palacio
- Jo Han-chul como el rey, que quiere casarse con las tres hijas de Maeng Bak-san.[2][10][14]
- Jin Hee-kyung como la reina, la madre del difunto príncipe heredero Lee Jae, que había sido el único hijo varón después de dar a luz a cinco hijas.[2][10]
- Hong Dong-young como Lee Jae, el príncipe heredero.
- Seo Jin-won como Do Seung-ji, el ayudante más cercano del rey.[15]
- Park Hyun-jung como la Consorte Real Park Sook-ui, la madre del príncipe Jin-seong y concubina favorita del rey.[6]
- Kim Da-hin como Kim Moon-geon, un ministro.[6]
- Hwiyoung como Lee Jwa-rang, el servidor más cercano de Park Bok-ki, que es bueno en artes marciales y literarias.[16]
- Park Chae-young como la princesa Hyojeong, la difunta esposa de Jung-woo.

#### Familia Maeng
- Jung Shin-hye como Maeng Ha-na, la mayor de las hermanas Maeng.[2][6]
- Park Ji-won como Maeng Doo-ri, la segunda de las hermanas Maeng, conocida como Mak De-nyeo (una mujer de lengua dura) debido a su mala boca.[2][6]
- Jung Bo-min como Maeng Sam-soon, la tercera de las hermanas Maeng, que es una novelista soltera y que se disfraza de hombre para vender con mucho éxito sus propios libros.[2][17]
- Choi Hee-jin como la Señora Jo, esposa de Maeng Sang-cheon, un amigo del rey que estudió con él en Sungkyunkwan, y madre de las tres hermanas Maeng; es la cabeza de familia en lugar de su incompetente marido.[2][18]

#### Pretendientes
- Son Sang-yeon como Lee Si-yeol, el nieto mayor de la familia Sungkyunkwan Daeseong y el mejor novio de Hanyang.[12]
- Choi Kyeong-hoon como Yoon Bu-gyeom, el hermano mayor de Jo Ye-jin, un noble caído que creció moviéndose con sus padres y parientes y luego cultivando la tierra de sus abuelos.[12]
- Bin Chan-wook como Heo Sook-hyun, un erudito que sueña con convertirse en coronel.
- Jung Woo-jae como Kim Jip, un romántico que viaja por las ocho islas en busca de una mujer que realmente lo ame a él y no a su familia.
- Cho Chang-hee como Jang Chun-bae, que está utilizando su riqueza para encontrar una novia joven.
- Go Deok-won como Han Jong-bok, que lleva diez años preparándose para el examen de funcionario público. Está buscando una novia que pueda apoyarlo.

#### Gente de Hongwol Gaekju
- Park Hwan-hee como la propietaria de Hongwol Gaekju, la mejor casa de huéspedes de Hanyang, que presta su nombre y estatus a Jung Soon-deok cuando actúa como casamentera.[12][19]
- Jeong Seung-gil como Hong Cheon-soo, el jefe de Hongwol Gaekju, quien marca la tendencia para las damas nobles de Hanyang, y conoce muy bien la doble vida de Jeong Soon-deok.[20][21]
- Jeong Yeon como la Sra. Lee, miembro de la sala de carteles de Bangmul Merchant.
- Jeong Ji-an como Masan-daek, miembro de la sala de carteles de Bangmul Merchant.
- Park Bo-bae como Jonju-daek, miembro de la sala de carteles de Bangmul Merchant.
- Lee So-yi como Gae Seong-daek, el miembro más joven de la sala de carteles de Bangmul Merchant.[22]
- Lee Ye-ju como Bok-hee, la hija de la señora Yeoju.

#### Otros
- Woo Hyun-joo como la señora Jeong, madre de Lee Si-yeol, que elevó a su bondadoso esposo al puesto de Gran Ministro gracias a su sabia guía.[23]
- Kim Dong-ho como Ahn Dong-gun, un antiguo sargento que caza esclavos fugitivos y ofrece una recompensa por ellos.[12]
- Lee Chang-min como Mae Gol-seung, un monje del templo Seonhwasa.
- Jang Hye-jin como la Sra. Song.
- Yang A-reum como Lee Cho-ok, amiga de Maeng Ha-na.

## Producción
The Matchmakers es la primera serie de época que emite KBS en la franja de lunes y martes en 2023, donde las series de este género han tenido tradicionalmente robustos resultados de audiencia. Pero viene a reemplazar a My Lovely Boxer, que ha supuesto un sonoro fracaso de público, con dos episodios que no rebasaron el 1 % nacional de cuota de pantalla. Este hecho ha generado expectativas sobre su desempeño
El 11 de septiembre de 2023 FNC Entertainment anunció que había firmado un contrato de producción y suministro de la serie con KBS, por un valor de 17 200 millones de wones. A la firma del contrato pudo contribuir la popularidad de Rowoon, del mismo modo que la salida de este del grupo SF9 (principal activo de FNC) afectó a las cotizaciones de la compañía. Su transformación en actor pareció paliar estos perjuicios.
El 22 de septiembre se publicaron imágenes de la lectura del guion. El 4 de octubre se lanzó el segundo avance. Ese mismo día se publicaron los carteles de los protagonistas.

## Audiencia
| Temporada | Temporada | Episodio número | Episodio número | Episodio número | Episodio número | Episodio número | Episodio número | Episodio número | Episodio número | Episodio número | Episodio número | Episodio número | Episodio número | Episodio número | Episodio número | Episodio número | Episodio número | Promedio |
| Temporada | Temporada | 1               | 2               | 3               | 4               | 5               | 6               | 7               | 8               | 9               | 10              | 11              | 12              | 13              | 14              | 15              | 16              | Promedio |
| --------- | --------- | --------------- | --------------- | --------------- | --------------- | --------------- | --------------- | --------------- | --------------- | --------------- | --------------- | --------------- | --------------- | --------------- | --------------- | --------------- | --------------- | -------- |
|           | 1         | 733             | 593             | 696             | 657             | 611             | 633             | —               | 664             | 728             | 591             | 755             | 739             | 797             | —               | —               | —               | —        |

| Episodio | Fecha de emisión        | Índices de audiencia (Nielsen Korea) | Índices de audiencia (Nielsen Korea) |
| Episodio | Fecha de emisión        | Nacional                             | Seúl                                 |
| --- | ----------------------- | ------------------------------------ | ------------------------------------ |
| 1 | 30 de octubre de 2023   | 4,5 % (13.ª)                         | 4,2 % (12.ª)                         |
| 2 | 31 de octubre de 2023   | 3,6 % (14.ª)                         | 3,4 % (13.ª)                         |
| 3 | 6 de noviembre de 2023  | 4,0 % (17.ª)                         | 4,0 % (15.ª)                         |
| 4 | 7 de noviembre de 2023  | 3,9 % (12.ª)                         | 3,7 % (13.ª)                         |
| 5 | 13 de noviembre de 2023 | 3,5 % (18.ª)                         | 3,5 % (16.ª)                         |
| 6 | 14 de noviembre de 2023 | 3,7 % (13.ª)                         | 3,4 % (12.ª)                         |
| 7 | 20 de noviembre de 2023 | 3,3 % (21.ª)                         | 3,6 % (16.ª)                         |
| 8 | 27 de noviembre de 2023 | 3,9 % (16.ª)                         | 4,1 % (12.ª)                         |
| 9 | 28 de noviembre de 2023 | 4,1 % (12.ª)                         | 4,0 % (10.ª)                         |
| 10 | 4 de diciembre de 2023  | 3,4 % (18.ª)                         | 3,4 % (16.ª)                         |
| 11 | 5 de diciembre de 2023  | 4,3 % (13.ª)                         | 4,2 % (9.ª)                          |
| 12 | 11 de diciembre de 2023 | 4,3 % (16.ª)                         | 4,3 % (13.ª)                         |
| 13 | 12 de diciembre de 2023 | 4,4 % (10.ª)                         | 4,6 % (9.ª)                          |
| 14 | 18 de diciembre de 2023 | 5 % (12.ª)                           | ND                                   |
| 15 | 19 de diciembre de 2023 | 5 % (10.ª)                           | ND                                   |
| 16 | 25 de diciembre de 2023 | 5,8 % (9.ª)                          | ND                                   |
| Promedio | Promedio                | 4,2 %                                | —                                    |
| - En la tabla superior, los números azules representan las calificaciones más bajas y los números rojos representan las más altas. - 'ND' indica que no se dispone de datos para el episodio correspondiente. |                         |                                      |                                      |